# Spoorlijn Borås - Herrljunga
De spoorlijn Borås - Herrljunga is een Zweedse spoorlijn van de voormalige spoorwegmaatschappij Borås Järnväg (afgekort: BJ) gelegen in de provincie Västra Götalands län. Het traject is tegenwoordig onderdeel van de Älvsborgsbanan.

## Geschiedenis
In oktober 1860 werd uitvoerig gediscuseerd door het parlement over de kosten van het aanleggen van een spoorlijn. Hierna werden drie voorstellen onderzocht.
- Het eerste voorstel betreft een traject met een spoorwijdte van 1435 mm.
- Het tweede voorstel betreft een traject met een spoorwijdte van 1217 mm.
- Het derde voorstel betreft een traject met een spoorwijdte van 1067 mm.

Op 15 november 1861 werd de concessie voor het traject met een afwijkende spoorwijdte van 1217 mm tussen Borås Ovre en Herrljunga verstrekt en door Hudiksvalls- en Söderhamns Järnvägar werd gebouwd.
Het traject van de Borås Järnväg (BJ) werd op 30 juli 1863 geopend.
De BJ werd in 1874 onderdeel van de Bergslagernas Järnvägway en vervolgens vernoemd in Borås - Herrljunga Järnväg (BHJ)
Het traject van de BHJ werd omstreeks 1922 / 1924 de spoorwijdte van 1217 mm omgespoord in de normaalspoorwijdte van 1435 mm.
Het traject werd geëlektrificeerd met een spanning van 15.000 volt 16 2/3 Hz wisselstroom.
In 1991 werd het traject voorzien van het zogenaamde Automatische Tågkontroll (ATC).

### Älvsborgsbanan
Het traject van de Älvsborgsbanan loopt tussen Uddevalla - Vänersborg - Herrljunga – Borås.

## Aansluitingen
In de volgende plaatsen was of is er een aansluiting van de volgende spoorwegmaatschappijen:

### Herrljunga
Ten oosten van het station in Herrljunga was een gelijkvloerse kruising in het traject van de Västra stambanan en de Älvsborgsbanan tussen Uddevalla en Borås met kopmaken in Herrljunga. Deze kruising was nodig om twee verschillende spoorwijdtes van elkaar gescheiden te houden. Het ging hierbij om de Uddevalla - Vänersborg - Herrljunga Järnväg (UWHJ) met een spoorwijdte van 1217 mm en de Statens Järnvägar (SJ) met een spoorwijdte van 1435 mm. Het traject van de Borås Järnväg (BJ) spoorlijn tussen Borås en Herrljunga met een spoorwijdte van 1217 mm sloot hierop aan.
- Västra stambanan spoorlijn tussen Stockholm C en Göteborg C
- Uddevalla - Vänersborg - Herrljunga Järnväg (UWHJ) spoorlijn tussen Uddevalla - Vänersborg - Vara en Herrljunga
- Borås Järnväg (BJ) spoorlijn tussen Borås en Herrljunga
  - Borås - Herrljunga Järnväg (BHJ) spoorlijn tussen Borås en Herrljunga
  - Älvsborgsbanan spoorlijn tussen Uddevalla en Vänersborg naar Herrljunga en Borås

### Borås

#### Borås övre
- Borås Järnväg (BJ) spoorlijn tussen Borås en Herrljunga
  - Borås - Herrljunga Järnväg (BHJ) spoorlijn tussen Borås en Herrljunga

#### Borås nedre
- Göteborg - Borås - Alvesta Järnväg (GBAJ) spoorlijn tussen Göteborg en Borås
- Borås - Alvesta Järnväg (BAJ) spoorlijn tussen Borås en Alvesta
  - Kust till kustbanan spoorlijn tussen Göteborg C en Kalmar / Karlskrona
- Varberg - Borås Järnväg (WBJ) spoorlijn tussen Varberg en Borås
  - Varberg - Borås - Herrljunga Järnväg (WBHJ) spoorlijn tussen Varberg en Herrljunga
  - Älvsborgsbanan spoorlijn tussen Uddevalla en Vänersborg naar Herrljunga en Borås

Door een fusie van de BHJ met de WBJ op 24 oktober 1930 gingen deze ondernemingen verder onder de naam Varberg - Borås - Herrljunga Järnväg (VBHJ)